# Alpiner Skiweltcup 2014/15
Die Saison 2014/15 des von der FIS veranstalteten Alpinen Skiweltcups begann am 25. Oktober 2014 in Sölden und endete am 22. März 2015 mit dem Weltcupfinale in Méribel.
Bei den Herren waren 38 Rennen geplant (10 Abfahrten, 7 Super-G, 8 Riesenslaloms, 10 Slaloms, 2 Alpine Kombinationen, 1 City Event). Bei den Damen sollten 33 Rennen ausgetragen werden (8 Abfahrten, 7 Super-G, 7 Riesenslaloms, 9 Slaloms, 1 Alpine Kombination, 1 City-Event). Hinzu kommt ein Mannschaftswettbewerb, der nur für die Nationenwertung zählt. Die für Damen und Herren für den Neujahrstag in München anberaumten City-Events fielen wegen Schneemangels aus.
Höhepunkt der Saison waren die Alpine Skiweltmeisterschaften vom 2. bis 15. Februar 2015 in Vail/Beaver Creek, deren Ergebnisse jedoch nicht für den Weltcup zählen.
Die Super-Kombination wurde ab dieser Saison als Alpine Kombination bezeichnet.
Den Gesamtweltcup der Herren entschied zum vierten Mal in Folge der Österreicher Marcel Hirscher für sich. Er ist der erste männliche Skirennläufer der Weltcupgeschichte, dem dies gelang. Bei den Damen verteidigte die ebenfalls aus Österreich stammende Anna Fenninger wie Hirscher erfolgreich ihren Titel vom Vorjahr. Die Gesamtweltcupsieger beider Nationen kommen damit zum fünften Male (nach 1968/69, 1999/2000, 2001/2002 und 2013/14) beide aus Österreich. Den Nationencup entschied zum 26. Mal in Folge Österreich für sich.

## Weltcupwertungen

### Gesamt
| Rang | Name                   | Punkte |
| ---- | ---------------------- | ------ |
| 01.  | Marcel Hirscher        | 1448   |
| 02.  | Kjetil Jansrud         | 1288   |
| 03.  | Alexis Pinturault      | 1006   |
| 04.  | Felix Neureuther       | 0838   |
| 05.  | Fritz Dopfer           | 0797   |
| 06.  | Hannes Reichelt        | 0760   |
| 07.  | Dominik Paris          | 0745   |
| 08.  | Henrik Kristoffersen   | 0729   |
| 09.  | Matthias Mayer         | 0717   |
| 10.  | Carlo Janka            | 0643   |
| 11.  | Ted Ligety             | 0560   |
| 12.  | Victor Muffat-Jeandet  | 0551   |
| 13.  | Alexander Choroschilow | 0485   |
| 14.  | Romed Baumann          | 0461   |
| 15.  | Max Franz              | 0457   |
| 16.  | Stefano Gross          | 0430   |
| 17.  | Guillermo Fayed        | 0417   |
| 18.  | Didier Défago          | 0406   |
| 19.  | Beat Feuz              | 0405   |
| 20.  | Mattias Hargin         | 0386   |
| 21.  | Patrick Küng           | 0384   |
| 22.  | Adrien Théaux          | 0365   |
| 23.  | Georg Streitberger     | 0360   |
| 24.  | Vincent Kriechmayr     | 0356   |
| 25.  | Giuliano Razzoli       | 0350   |
| 26.  | Steven Nyman           | 0346   |
| 27.  | Thomas Fanara          | 0330   |
| 28.  | Benjamin Raich         | 0307   |
| 29.  | Travis Ganong          | 0294   |
| 30.  | Dustin Cook            | 0271   |
| 31.  | André Myhrer           | 0256   |
| 32.  | Johan Clarey           | 0250   |
| 33.  | Manuel Osborne-Paradis | 0246   |
| 34.  | Peter Fill             | 0234   |
| 35.  | Sebastian Foss Solevåg | 0227   |
| 36.  | Markus Larsson         | 0223   |
| 37.  | Otmar Striedinger      | 0220   |
| 38.  | Werner Heel            | 0216   |
| 39.  | Roberto Nani           | 0214   |
| 40.  | Andrew Weibrecht       | 0203   |
| 41.  | Ondřej Bank            | 0199   |
| 42.  | Mauro Caviezel         | 0197   |
| 42.  | Jean-Baptiste Grange   | 0197   |
| 44.  | Leif Kristian Haugen   | 0196   |
| 45.  | Sandro Viletta         | 0174   |
| 46.  | Christof Innerhofer    | 0167   |
| 47.  | Marco Sullivan         | 0158   |
| 48.  | Julien Lizeroux        | 0157   |
| 49.  | Brice Roger            | 0156   |
| 50.  | Ivica Kostelić         | 0155   |
| 51.  | Daniel Yule            | 0153   |

| Rang | Name                     | Punkte |
| ---- | ------------------------ | ------ |
| 52.  | Axel Bäck                | 143    |
| 53.  | Matteo Marsaglia         | 137    |
| 53.  | Gino Caviezel            | 137    |
| 55.  | Florian Eisath           | 133    |
| 56.  | Patrick Thaler           | 130    |
| 57.  | Davide Simoncelli        | 129    |
| 58.  | Calle Lindh              | 124    |
| 59.  | Jens Byggmark            | 123    |
| 60.  | Tim Jitloff              | 122    |
| 61.  | Mathieu Faivre           | 111    |
| 62.  | Silvan Zurbriggen        | 108    |
| 62.  | Marcus Sandell           | 108    |
| 64.  | Linus Straßer            | 104    |
| 64.  | Klaus Kröll              | 104    |
| 66.  | Adam Žampa               | 095    |
| 67.  | Josef Ferstl             | 093    |
| 68.  | Stefan Luitz             | 088    |
| 69.  | Philipp Schörghofer      | 087    |
| 70.  | David Chodounsky         | 085    |
| 71.  | Reinfried Herbst         | 083    |
| 72.  | Jared Goldberg           | 082    |
| 73.  | Matts Olsson             | 081    |
| 73.  | Benjamin Thomsen         | 081    |
| 75.  | Aleksander Aamodt Kilde  | 080    |
| 76.  | Natko Zrnčić-Dim         | 078    |
| 76.  | David Poisson            | 078    |
| 78.  | Thomas Mermillod Blondin | 076    |
| 79.  | Giovanni Borsotti        | 075    |
| 79.  | Anton Lahdenperä         | 075    |
| 81.  | Manfred Mölgg            | 074    |
| 82.  | Jan Hudec                | 073    |
| 83.  | Filip Zubčić             | 072    |
| 84.  | Silvano Varettoni        | 067    |
| 85.  | Mattia Casse             | 066    |
| 86.  | Christoph Nösig          | 058    |
| 87.  | Tobias Stechert          | 057    |
| 88.  | Siegmar Klotz            | 056    |
| 88.  | Maxence Muzaton          | 056    |
| 90.  | Joachim Puchner          | 054    |
| 91.  | Klemen Kosi              | 053    |
| 92.  | Luca Aerni               | 050    |
| 93.  | Andreas Sander           | 049    |
| 94.  | Patrick Schweiger        | 047    |
| 94.  | Naoki Yuasa              | 047    |
| 96.  | Samu Torsti              | 046    |
| 96.  | Mario Matt               | 046    |
| 96.  | Justin Murisier          | 046    |
| 99.  | Dave Ryding              | 045    |
| 100. | Thomas Tumler            | 042    |
| 101. | Boštjan Kline            | 041    |
| 102. | Jonathan Nordbotten      | 040    |

| Rang | Name                  | Punkte |
| ---- | --------------------- | ------ |
| 103. | Steve Missillier      | 39     |
| 103. | Marc Gisin            | 39     |
| 105. | Manuel Pleisch        | 38     |
| 105. | Klaus Brandner        | 38     |
| 107. | Massimiliano Blardone | 34     |
| 108. | Ralph Weber           | 32     |
| 109. | Cristian Deville      | 31     |
| 110. | Wolfgang Hörl         | 29     |
| 110. | Ramon Zenhäusern      | 29     |
| 110. | Morgan Pridy          | 29     |
| 110. | Espen Lysdahl         | 29     |
| 114. | Maciej Bydliński      | 26     |
| 115. | Wiley Maple           | 23     |
| 116. | Cyprien Richard       | 21     |
| 117. | Elia Zurbriggen       | 20     |
| 118. | Tommy Ford            | 18     |
| 118. | Philipp Schmid        | 18     |
| 118. | Kryštof Krýzl         | 18     |
| 121. | Žan Kranjec           | 17     |
| 122. | Marc Berthod          | 16     |
| 122. | Florian Scheiber      | 16     |
| 124. | Phil Brown            | 15     |
| 124. | Michael Matt          | 15     |
| 124. | Julien Cousineau      | 15     |
| 124. | Hans Olsson           | 15     |
| 128. | Riccardo Tonetti      | 14     |
| 128. | Fernando Schmed       | 14     |
| 130. | Will Brandenburg      | 13     |
| 130. | Pawel Trichitschew    | 13     |
| 130. | Markus Dürager        | 13     |
| 133. | Trevor Philp          | 12     |
| 134. | Roland Leitinger      | 10     |
| 134. | Bernhard Niederberger | 10     |
| 134. | Andrea Ballerin       | 10     |
| 137. | Martin Čater          | 09     |
| 137. | Dominik Stehle        | 09     |
| 139. | Reto Schmidiger       | 08     |
| 140. | Martin Vráblík        | 07     |
| 140. | Erik Read             | 07     |
| 142. | Urs Kryenbühl         | 06     |
| 142. | Thomas Biesemeyer     | 06     |
| 142. | Matic Skube           | 06     |
| 145. | Tyler Werry           | 05     |
| 145. | Alexander Glebov      | 05     |
| 147. | Eemeli Pirinen        | 04     |
| 147. | Blaise Giezendanner   | 04     |
| 149. | Bjørnar Neteland      | 03     |
| 150. | Miha Kürner           | 02     |
| 151. | Nils Mani             | 01     |
| 151. | Broderick Thompson    | 01     |

| Rang | Name                    | Punkte |
| ---- | ----------------------- | ------ |
| 1.   | Anna Fenninger          | 1553   |
| 2.   | Tina Maze               | 1531   |
| 3.   | Lindsey Vonn            | 1087   |
| 4.   | Mikaela Shiffrin        | 1036   |
| 5.   | Nicole Hosp             | 0684   |
| 6.   | Frida Hansdotter        | 0679   |
| 7.   | Kathrin Zettel          | 0646   |
| 8.   | Elisabeth Görgl         | 0638   |
| 9.   | Lara Gut                | 0623   |
| 10.  | Tina Weirather          | 0603   |
| 11.  | Viktoria Rebensburg     | 0573   |
| 12.  | Nadia Fanchini          | 0468   |
| 13.  | Eva-Maria Brem          | 0452   |
| 14.  | Cornelia Hütter         | 0440   |
| 15.  | Maria Pietilä Holmner   | 0411   |
| 16.  | Dominique Gisin         | 0396   |
| 17.  | Elena Fanchini          | 0376   |
| 17.  | Šárka Strachová         | 0376   |
| 19.  | Sara Hector             | 0370   |
| 20.  | Federica Brignone       | 0350   |
| 21.  | Julia Mancuso           | 0331   |
| 22.  | Wendy Holdener          | 0312   |
| 23.  | Nina Løseth             | 0311   |
| 24.  | Veronika Velez-Zuzulová | 0303   |
| 25.  | Fabienne Suter          | 0297   |
| 26.  | Laurenne Ross           | 0293   |
| 27.  | Kajsa Kling             | 0280   |
| 28.  | Marie-Michèle Gagnon    | 0279   |
| 29.  | Michaela Kirchgasser    | 0253   |
| 30.  | Nicole Schmidhofer      | 0251   |
| 31.  | Francesca Marsaglia     | 0219   |
| 32.  | Ragnhild Mowinckel      | 0214   |
| 32.  | Larisa Yurkiw           | 0214   |
| 34.  | Stacey Cook             | 0207   |
| 35.  | Daniela Merighetti      | 0198   |
| 36.  | Carolina Ruiz Castillo  | 0193   |
| 37.  | Carmen Thalmann         | 0171   |
| 38.  | Irene Curtoni           | 0166   |
| 39.  | Manuela Mölgg           | 0164   |
| 39.  | Nastasia Noens          | 0164   |
| 41.  | Ilka Štuhec             | 0157   |

| Rang | Name                    | Punkte |
| ---- | ----------------------- | ------ |
| 42.  | Erin Mielzynski         | 153    |
| 43.  | Chiara Costazza         | 152    |
| 44.  | Elena Curtoni           | 147    |
| 45.  | Michelle Gisin          | 144    |
| 46.  | Bernadette Schild       | 141    |
| 47.  | Mirjam Puchner          | 136    |
| 47.  | Margot Bailet           | 136    |
| 49.  | Tessa Worley            | 132    |
| 49.  | Verena Stuffer          | 132    |
| 51.  | Edit Miklós             | 125    |
| 52.  | Laurie Mougel           | 124    |
| 53.  | Anna Swenn-Larsson      | 120    |
| 54.  | Johanna Schnarf         | 115    |
| 55.  | Lena Dürr               | 113    |
| 56.  | Alice McKennis          | 109    |
| 57.  | Marie-Pier Préfontaine  | 108    |
| 58.  | Marie Marchand-Arvier   | 107    |
| 59.  | Adeline Baud            | 105    |
| 60.  | Jessica Lindell-Vikarby | 94     |
| 61.  | Marta Bassino           | 94     |
| 61.  | Regina Sterz            | 94     |
| 63.  | Andrea Fischbacher      | 89     |
| 64.  | Ana Drev                | 76     |
| 65.  | Resi Stiegler           | 75     |
| 66.  | Charlotta Säfvenberg    | 71     |
| 67.  | Taïna Barioz            | 62     |
| 67.  | Denise Feierabend       | 62     |
| 67.  | Emelie Wikström         | 62     |
| 70.  | Ramona Siebenhofer      | 59     |
| 71.  | Anémone Marmottan       | 56     |
| 72.  | Anne-Sophie Barthet     | 53     |
| 73.  | Nadja Jnglin-Kamer      | 48     |
| 74.  | Alexandra Daum          | 46     |
| 75.  | Romane Miradoli         | 45     |
| 76.  | Marianne Abderhalden    | 44     |
| 77.  | Nathalie Eklund         | 43     |
| 78.  | Barbara Wirth           | 38     |
| 79.  | Priska Nufer            | 37     |
| 80.  | Lotte Smiseth Sejersted | 35     |
| 81.  | Jennifer Piot           | 34     |
| 81.  | Petra Vlhová            | 34     |

| Rang | Name                  | Punkte |
| ---- | --------------------- | ------ |
| 83.  | Christina Geiger      | 31     |
| 84.  | Nicole Agnelli        | 27     |
| 85.  | Maria Therese Tviberg | 26     |
| 85.  | Veronique Hronek      | 26     |
| 87.  | Charlotte Chable      | 24     |
| 87.  | Marion Rolland        | 24     |
| 89.  | Ana Bucik             | 23     |
| 90.  | Maren Wiesler         | 22     |
| 91.  | Valérie Grenier       | 20     |
| 92.  | Christina Ager        | 19     |
| 92.  | Marion Bertrand       | 19     |
| 92.  | Klára Křížová         | 19     |
| 95.  | Julia Grünwald        | 18     |
| 96.  | Vanja Brodnik         | 17     |
| 97.  | Katarina Lavtar       | 16     |
| 97.  | Sarah Pardeller       | 16     |
| 97.  | Tamara Tippler        | 16     |
| 97.  | Jacqueline Wiles      | 16     |
| 101. | Emi Hasegawa          | 14     |
| 101. | Stephanie Venier      | 14     |
| 103. | Mireia Gutiérrez      | 11     |
| 104. | Martina Dubovská      | 9      |
| 104. | Stefanie Moser        | 9      |
| 104. | Michaela Wenig        | 9      |
| 107. | Karoline Pichler      | 8      |
| 107. | Marlene Schmotz       | 8      |
| 107. | Nadja Vogel           | 8      |
| 110. | Candace Crawford      | 6      |
| 110. | Coralie Frasse Sombet | 6      |
| 110. | Greta Small           | 6      |
| 110. | Marion Pellissier     | 6      |
| 114. | Rahel Kopp            | 5      |
| 114. | Megan McJames         | 5      |
| 114. | Kateřina Pauláthová   | 5      |
| 117. | Simona Hösl           | 4      |
| 117. | Nevena Ignjatović     | 4      |
| 117. | Corinne Suter         | 4      |
| 120. | Alexandra Coletti     | 3      |
| 121. | Maruša Ferk           | 2      |
| 121. | Mina Fürst Holtmann   | 2      |
| 123. | Sofia Goggia          | 1      |

### Abfahrt
| Rang | Athlet                 | Punkte |
| ---- | ---------------------- | ------ |
| 1    | Kjetil Jansrud         | 605    |
| 2    | Hannes Reichelt        | 511    |
| 3    | Guillermo Fayed        | 389    |
| 4    | Matthias Mayer         | 386    |
| 5    | Dominik Paris          | 386    |
| 6    | Steven Nyman           | 324    |
| 7    | Beat Feuz              | 306    |
| 8    | Patrick Küng           | 280    |
| 9    | Romed Baumann          | 272    |
| 10   | Max Franz              | 256    |
| 11   | Travis Ganong          | 240    |
| 12   | Georg Streitberger     | 232    |
| 13   | Didier Défago          | 228    |
| 14   | Manuel Osborne-Paradis | 186    |
| 14   | Werner Heel            | 186    |
| 16   | Johan Clarey           | 182    |
| 17   | Carlo Janka            | 168    |
| 18   | Adrien Théaux          | 160    |
| 19   | Marco Sullivan         | 153    |
| 20   | Peter Fill             | 139    |
| 21   | Vincent Kriechmayr     | 112    |
| 22   | Klaus Kröll            | 104    |
| 23   | Sandro Viletta         | 90     |
| 24   | Otmar Striedinger      | 83     |
| 25   | Benjamin Thomsen       | 81     |

| Rang | Athletin               | Punkte |
| ---- | ---------------------- | ------ |
| 1    | Lindsey Vonn           | 502    |
| 2    | Anna Fenninger         | 399    |
| 3    | Tina Maze              | 356    |
| 4    | Elisabeth Görgl        | 337    |
| 5    | Elena Fanchini         | 291    |
| 6    | Lara Gut               | 289    |
| 7    | Tina Weirather         | 269    |
| 7    | Viktoria Rebensburg    | 269    |
| 9    | Fabienne Suter         | 212    |
| 10   | Larisa Yurkiw          | 202    |
| 11   | Laurenne Ross          | 191    |
| 12   | Nicole Hosp            | 180    |
| 13   | Julia Mancuso          | 163    |
| 14   | Stacey Cook            | 156    |
| 15   | Kajsa Kling            | 152    |
| 16   | Dominique Gisin        | 149    |
| 17   | Carolina Ruiz Castillo | 143    |
| 18   | Cornelia Hütter        | 142    |
| 19   | Daniela Merighetti     | 133    |
| 20   | Nicole Schmidhofer     | 120    |
| 21   | Edit Miklós            | 116    |
| 22   | Ilka Štuhec            | 105    |
| 23   | Alice McKennis         | 104    |
| 24   | Johanna Schnarf        | 81     |
| 25   | Nadia Fanchini         | 79     |

### Super-G
| Rang | Athlet                 | Punkte |
| ---- | ---------------------- | ------ |
| 1    | Kjetil Jansrud         | 556    |
| 2    | Dominik Paris          | 353    |
| 3    | Matthias Mayer         | 274    |
| 4    | Hannes Reichelt        | 243    |
| 5    | Dustin Cook            | 239    |
| 6    | Vincent Kriechmayr     | 196    |
| 7    | Adrien Théaux          | 190    |
| 8    | Max Franz              | 187    |
| 9    | Didier Défago          | 178    |
| 10   | Alexis Pinturault      | 169    |
| 11   | Carlo Janka            | 168    |
| 12   | Andrew Weibrecht       | 167    |
| 13   | Romed Baumann          | 147    |
| 14   | Otmar Striedinger      | 137    |
| 15   | Brice Roger            | 132    |
| 16   | Georg Streitberger     | 128    |
| 17   | Matteo Marsaglia       | 108    |
| 18   | Patrick Küng           | 104    |
| 19   | Mauro Caviezel         | 100    |
| 20   | Peter Fill             | 95     |
| 21   | Christof Innerhofer    | 85     |
| 21   | Beat Feuz              | 85     |
| 23   | Johan Clarey           | 68     |
| 24   | Marcel Hirscher        | 64     |
| 25   | Manuel Osborne-Paradis | 60     |

| Rang | Athletin              | Punkte |
| ---- | --------------------- | ------ |
| 1    | Lindsey Vonn          | 540    |
| 2    | Anna Fenninger        | 512    |
| 3    | Tina Maze             | 390    |
| 4    | Cornelia Hütter       | 286    |
| 5    | Lara Gut              | 261    |
| 6    | Nicole Hosp           | 255    |
| 7    | Elisabeth Görgl       | 214    |
| 8    | Tina Weirather        | 195    |
| 9    | Nadia Fanchini        | 145    |
| 10   | Francesca Marsaglia   | 144    |
| 11   | Julia Mancuso         | 132    |
| 12   | Nicole Schmidhofer    | 131    |
| 13   | Viktoria Rebensburg   | 122    |
| 14   | Dominique Gisin       | 117    |
| 15   | Kajsa Kling           | 112    |
| 16   | Elena Curtoni         | 110    |
| 17   | Federica Brignone     | 95     |
| 18   | Laurenne Ross         | 88     |
| 19   | Elena Fanchini        | 85     |
| 19   | Fabienne Suter        | 85     |
| 21   | Verena Stuffer        | 76     |
| 22   | Regina Sterz          | 71     |
| 23   | Daniela Merighetti    | 65     |
| 24   | Ragnhild Mowinckel    | 62     |
| 24   | Marie Marchand-Arvier | 62     |

### Riesenslalom
| Rang | Athlet                | Punkte |
| ---- | --------------------- | ------ |
| 1    | Marcel Hirscher       | 690    |
| 2    | Alexis Pinturault     | 487    |
| 3    | Ted Ligety            | 462    |
| 4    | Fritz Dopfer          | 346    |
| 5    | Thomas Fanara         | 330    |
| 6    | Henrik Kristoffersen  | 266    |
| 7    | Victor Muffat-Jeandet | 261    |
| 8    | Felix Neureuther      | 247    |
| 9    | Benjamin Raich        | 227    |
| 10   | Roberto Nani          | 214    |
| 11   | Leif Kristian Haugen  | 182    |
| 12   | Carlo Janka           | 167    |
| 13   | Gino Caviezel         | 137    |
| 14   | Florian Eisath        | 133    |
| 15   | Davide Simoncelli     | 129    |
| 16   | Mathieu Faivre        | 111    |
| 17   | Tim Jitloff           | 109    |
| 18   | Marcus Sandell        | 108    |
| 19   | Kjetil Jansrud        | 98     |
| 20   | Stefan Luitz          | 88     |
| 21   | Philipp Schörghofer   | 87     |
| 22   | Matts Olsson          | 81     |
| 23   | Giovanni Borsotti     | 75     |
| 24   | Christoph Nösig       | 58     |
| 25   | Filip Zubčić          | 56     |

| Rang | Athletin                | Punkte |
| ---- | ----------------------- | ------ |
| 1    | Anna Fenninger          | 542    |
| 2    | Eva-Maria Brem          | 436    |
| 3    | Mikaela Shiffrin        | 357    |
| 4    | Sara Hector             | 329    |
| 5    | Tina Maze               | 266    |
| 6    | Nadia Fanchini          | 244    |
| 7    | Federica Brignone       | 237    |
| 8    | Kathrin Zettel          | 230    |
| 9    | Viktoria Rebensburg     | 182    |
| 10   | Tina Weirather          | 139    |
| 11   | Ragnhild Mowinckel      | 120    |
| 12   | Irene Curtoni           | 114    |
| 13   | Tessa Worley            | 111    |
| 14   | Frida Hansdotter        | 110    |
| 15   | Marie-Pier Préfontaine  | 108    |
| 15   | Maria Pietilä Holmner   | 108    |
| 17   | Manuela Mölgg           | 104    |
| 18   | Jessica Lindell-Vikarby | 95     |
| 19   | Dominique Gisin         | 90     |
| 20   | Marta Bassino           | 88     |
| 21   | Nina Løseth             | 86     |
| 22   | Michaela Kirchgasser    | 77     |
| 23   | Ana Drev                | 76     |
| 24   | Lara Gut                | 73     |
| 25   | Elisabeth Görgl         | 69     |

### Slalom
| Rang | Athlet                 | Punkte |
| ---- | ---------------------- | ------ |
| 1    | Marcel Hirscher        | 614    |
| 2    | Felix Neureuther       | 591    |
| 3    | Alexander Choroschilow | 485    |
| 4    | Henrik Kristoffersen   | 463    |
| 5    | Fritz Dopfer           | 451    |
| 6    | Stefano Gross          | 430    |
| 7    | Mattias Hargin         | 386    |
| 8    | Giuliano Razzoli       | 350    |
| 9    | Sebastian Foss Solevåg | 227    |
| 10   | Alexis Pinturault      | 224    |
| 11   | Markus Larsson         | 223    |
| 12   | André Myhrer           | 213    |
| 13   | Jean-Baptiste Grange   | 197    |
| 14   | Victor Muffat-Jeandet  | 165    |
| 15   | Julien Lizeroux        | 157    |
| 16   | Daniel Yule            | 153    |
| 17   | Axel Bäck              | 143    |
| 18   | Patrick Thaler         | 130    |
| 19   | Jens Byggmark          | 123    |
| 20   | Calle Lindh            | 106    |
| 21   | Linus Straßer          | 104    |
| 22   | Reinfried Herbst       | 83     |
| 23   | Benjamin Raich         | 80     |
| 24   | Anton Lahdenperä       | 75     |
| 25   | David Chodounsky       | 71     |

| Rang | Athletin                | Punkte |
| ---- | ----------------------- | ------ |
| 1    | Mikaela Shiffrin        | 679    |
| 2    | Frida Hansdotter        | 569    |
| 3    | Tina Maze               | 439    |
| 4    | Šárka Strachová         | 376    |
| 5    | Kathrin Zettel          | 356    |
| 6    | Maria Pietilä Holmner   | 303    |
| 6    | Veronika Velez-Zuzulová | 303    |
| 8    | Wendy Holdener          | 266    |
| 9    | Nicole Hosp             | 249    |
| 10   | Nina Løseth             | 225    |
| 11   | Marie-Michèle Gagnon    | 186    |
| 12   | Carmen Thalmann         | 167    |
| 13   | Nastasia Noens          | 164    |
| 14   | Erin Mielzynski         | 153    |
| 15   | Chiara Costazza         | 152    |
| 16   | Michaela Kirchgasser    | 144    |
| 17   | Bernadette Schild       | 141    |
| 18   | Michelle Gisin          | 130    |
| 19   | Laurie Mougel           | 124    |
| 20   | Anna Swenn-Larsson      | 120    |
| 21   | Lena Dürr               | 113    |
| 22   | Resi Stiegler           | 75     |
| 23   | Charlotta Säfvenberg    | 71     |
| 24   | Emelie Wikström         | 62     |
| 25   | Manuela Mölgg           | 60     |

### Alpine Kombination
| Rang | Athlet                   | Punkte |
| ---- | ------------------------ | ------ |
| 1    | Carlo Janka              | 140    |
| 2    | Alexis Pinturault        | 126    |
| 3    | Victor Muffat-Jeandet    | 125    |
| 4    | Ivica Kostelić           | 110    |
| 5    | Ondřej Bank              | 92     |
| 6    | Marcel Hirscher          | 80     |
| 7    | Natko Zrnčić-Dim         | 72     |
| 8    | Mauro Caviezel           | 62     |
| 9    | Adam Žampa               | 52     |
| 10   | Matthias Mayer           | 50     |
| 11   | Ted Ligety               | 45     |
| 12   | Vincent Kriechmayr       | 42     |
| 12   | Romed Baumann            | 42     |
| 14   | Sandro Viletta           | 35     |
| 15   | Silvan Zurbriggen        | 30     |
| 15   | Jared Goldberg           | 30     |
| 17   | Thomas Mermillod Blondin | 29     |
| 17   | Kjetil Jansrud           | 29     |
| 19   | Maciej Bydliński         | 26     |
| 20   | Klemen Kosi              | 16     |

| Rang | Athletin             | Punkte |
| ---- | -------------------- | ------ |
| 1    | Anna Fenninger       | 100    |
| 2    | Tina Maze            | 80     |
| 3    | Kathrin Zettel       | 60     |
| 4    | Margot Bailet        | 50     |
| 5    | Marie-Michèle Gagnon | 45     |
| 6    | Dominique Gisin      | 40     |
| 7    | Wendy Holdener       | 36     |
| 8    | Michaela Kirchgasser | 32     |
| 9    | Romane Miradoli      | 29     |
| 10   | Francesca Marsaglia  | 26     |
| 11   | Denise Feierabend    | 24     |
| 12   | Julia Mancuso        | 22     |
| 13   | Ramona Siebenhofer   | 20     |
| 14   | Elisabeth Görgl      | 18     |
| 15   | Johanna Schnarf      | 16     |
| 16   | Vanja Brodnik        | 15     |
| 17   | Laurenne Ross        | 14     |
| 18   | Elena Curtoni        | 13     |
| 19   | Cornelia Hütter      | 12     |
| 20   | Anne-Sophie Barthet  | 11     |

## Podestplatzierungen Herren

### Abfahrt
| Datum      | Ort                          | 1. Platz        | 2. Platz                               | 3. Platz           | Rotes Trikot   |
| ---------- | ---------------------------- | --------------- | -------------------------------------- | ------------------ | -------------- |
| 29.11.2014 | Lake Louise (CAN)            | Kjetil Jansrud  | Guillermo Fayed Manuel Osborne-Paradis |                    | Kjetil Jansrud |
| 05.12.2014 | Beaver Creek (USA)           | Kjetil Jansrud  | Beat Feuz                              | Steven Nyman       | Kjetil Jansrud |
| 19.12.2014 | Gröden (ITA)                 | Steven Nyman    | Kjetil Jansrud                         | Dominik Paris      | Kjetil Jansrud |
| 28.12.2014 | Santa Caterina (ITA)         | Travis Ganong   | Matthias Mayer                         | Dominik Paris      | Kjetil Jansrud |
| 18.01.2015 | Wengen (SUI)                 | Hannes Reichelt | Beat Feuz                              | Carlo Janka        | Kjetil Jansrud |
| 24.01.2015 | Kitzbühel (AUT)              | Kjetil Jansrud  | Dominik Paris                          | Guillermo Fayed    | Kjetil Jansrud |
| 21.02.2015 | Saalbach-Hinterglemm (AUT)   | Matthias Mayer  | Max Franz                              | Hannes Reichelt    | Kjetil Jansrud |
| 28.02.2015 | Garmisch-Partenkirchen (GER) | Hannes Reichelt | Romed Baumann                          | Matthias Mayer     | Kjetil Jansrud |
| 07.03.2015 | Kvitfjell (NOR)              | Hannes Reichelt | Manuel Osborne-Paradis                 | Werner Heel        | Kjetil Jansrud |
| 18.03.2015 | Méribel (FRA)                | Kjetil Jansrud  | Didier Défago                          | Georg Streitberger | Kjetil Jansrud |

### Super-G
| Datum      | Ort                        | 1. Platz        | 2. Platz           | 3. Platz           | Rotes Trikot   |
| ---------- | -------------------------- | --------------- | ------------------ | ------------------ | -------------- |
| 30.11.2014 | Lake Louise (CAN)          | Kjetil Jansrud  | Matthias Mayer     | Dominik Paris      | Kjetil Jansrud |
| 06.12.2014 | Beaver Creek (USA)         | Hannes Reichelt | Kjetil Jansrud     | Alexis Pinturault  | Kjetil Jansrud |
| 20.12.2014 | Gröden (ITA)               | Kjetil Jansrud  | Dominik Paris      | Hannes Reichelt    | Kjetil Jansrud |
| 23.01.2015 | Kitzbühel (AUT)            | Dominik Paris   | Matthias Mayer     | Georg Streitberger | Kjetil Jansrud |
| 22.02.2015 | Saalbach-Hinterglemm (AUT) | Matthias Mayer  | Adrien Théaux      | Kjetil Jansrud     | Kjetil Jansrud |
| 08.03.2015 | Kvitfjell                  | Kjetil Jansrud  | Vincent Kriechmayr | Dustin Cook        | Kjetil Jansrud |
| 19.03.2015 | Méribel (FRA)              | Dustin Cook     | Kjetil Jansrud     | Brice Roger        | Kjetil Jansrud |

### Riesenslalom
| Datum      | Ort                          | 1. Platz                                                                | 2. Platz                                                                | 3. Platz                                                                | Rotes Trikot    |
| ---------- | ---------------------------- | ----------------------------------------------------------------------- | ----------------------------------------------------------------------- | ----------------------------------------------------------------------- | --------------- |
| 26.10.2014 | Sölden (AUT)                 | Marcel Hirscher                                                         | Fritz Dopfer                                                            | Alexis Pinturault                                                       | Marcel Hirscher |
| 07.12.2014 | Beaver Creek (USA)           | Ted Ligety                                                              | Alexis Pinturault                                                       | Marcel Hirscher                                                         | Marcel Hirscher |
| 13.12.2014 | Val-d’Isère (FRA)            | Wegen Schneemangels abgesagt. Ersatzrennen am 12. Dezember 2014 in Åre. | Wegen Schneemangels abgesagt. Ersatzrennen am 12. Dezember 2014 in Åre. | Wegen Schneemangels abgesagt. Ersatzrennen am 12. Dezember 2014 in Åre. | Marcel Hirscher |
| 12.12.2014 | Åre (SWE)                    | Marcel Hirscher                                                         | Ted Ligety                                                              | Stefan Luitz                                                            | Marcel Hirscher |
| 21.12.2014 | Alta Badia (ITA)             | Marcel Hirscher                                                         | Ted Ligety                                                              | Thomas Fanara                                                           | Marcel Hirscher |
| 10.01.2015 | Adelboden (SUI)              | Marcel Hirscher                                                         | Alexis Pinturault                                                       | Henrik Kristoffersen                                                    | Marcel Hirscher |
| 01.03.2015 | Garmisch-Partenkirchen (GER) | Marcel Hirscher                                                         | Felix Neureuther                                                        | Benjamin Raich                                                          | Marcel Hirscher |
| 14.03.2015 | Kranjska Gora (SLO)          | Alexis Pinturault                                                       | Marcel Hirscher                                                         | Thomas Fanara                                                           | Marcel Hirscher |
| 21.03.2015 | Méribel (FRA)                | Henrik Kristoffersen                                                    | Fritz Dopfer                                                            | Thomas Fanara                                                           | Marcel Hirscher |

### Slalom
| Datum      | Ort                        | Disziplin  | 1. Platz                                                                | 2. Platz                                                                | 3. Platz                                                                | Rotes Trikot         |
| ---------- | -------------------------- | ---------- | ----------------------------------------------------------------------- | ----------------------------------------------------------------------- | ----------------------------------------------------------------------- | -------------------- |
| 16.11.2014 | Levi (FIN)                 | Slalom     | Henrik Kristoffersen                                                    | Marcel Hirscher                                                         | Felix Neureuther                                                        | Henrik Kristoffersen |
| 14.12.2014 | Val-d’Isère (FRA)          | Slalom     | Wegen Schneemangels abgesagt. Ersatzrennen am 14. Dezember 2014 in Åre. | Wegen Schneemangels abgesagt. Ersatzrennen am 14. Dezember 2014 in Åre. | Wegen Schneemangels abgesagt. Ersatzrennen am 14. Dezember 2014 in Åre. | Henrik Kristoffersen |
| 14.12.2014 | Åre (SWE)                  | Slalom     | Marcel Hirscher                                                         | Felix Neureuther                                                        | Alexander Choroschilow                                                  | Marcel Hirscher      |
| 22.12.2014 | Madonna di Campiglio (ITA) | Slalom     | Felix Neureuther                                                        | Fritz Dopfer                                                            | Jens Byggmark                                                           | Felix Neureuther     |
| 01.01.2015 | München (GER)              | City Event | Wegen Schneemangels abgesagt.                                           | Wegen Schneemangels abgesagt.                                           | Wegen Schneemangels abgesagt.                                           | Felix Neureuther     |
| 06.01.2015 | Zagreb (CRO)               | Slalom     | Marcel Hirscher                                                         | Felix Neureuther                                                        | Sebastian Foss Solevåg                                                  | Felix Neureuther     |
| 11.01.2015 | Adelboden (SUI)            | Slalom     | Stefano Gross                                                           | Fritz Dopfer                                                            | Marcel Hirscher                                                         | Marcel Hirscher      |
| 17.01.2015 | Wengen (SUI)               | Slalom     | Felix Neureuther                                                        | Stefano Gross                                                           | Henrik Kristoffersen                                                    | Felix Neureuther     |
| 25.01.2015 | Kitzbühel (AUT)            | Slalom     | Mattias Hargin                                                          | Marcel Hirscher                                                         | Felix Neureuther                                                        | Felix Neureuther     |
| 27.01.2015 | Schladming (AUT)           | Slalom     | Alexander Choroschilow                                                  | Stefano Gross                                                           | Felix Neureuther                                                        | Felix Neureuther     |
| 15.03.2015 | Kranjska Gora (SLO)        | Slalom     | Henrik Kristoffersen                                                    | Giuliano Razzoli                                                        | Mattias Hargin                                                          | Felix Neureuther     |
| 22.03.2015 | Méribel (FRA)              | Slalom     | Marcel Hirscher                                                         | Giuliano Razzoli                                                        | Alexander Choroschilow                                                  | Marcel Hirscher      |

### Alpine Kombination
| Datum      | Ort             | 1. Platz          | 2. Platz              | 3. Platz       | Rotes Trikot |
| ---------- | --------------- | ----------------- | --------------------- | -------------- | ------------ |
| 16.01.2015 | Wengen (SUI)    | Carlo Janka       | Victor Muffat-Jeandet | Ivica Kostelić | Carlo Janka  |
| 23.01.2015 | Kitzbühel (AUT) | Alexis Pinturault | Marcel Hirscher       | Ondřej Bank    | Carlo Janka  |

### Gesamtweltcupführende
| Name            | Von        | Ort               | Disziplin    | Bis          | Ort               | Disziplin    | Anzahl Rennen |
| --------------- | ---------- | ----------------- | ------------ | ------------ | ----------------- | ------------ | ------------- |
| Marcel Hirscher | 26.10.2014 | Sölden (AUT)      | Riesenslalom | 30.11.2014   | Lake Louise (CAN) | Super-G      | 3             |
| Kjetil Jansrud  | 30.11.2014 | Lake Louise (CAN) | Super-G      | 14.12.2014   | Åre (SWE)         | Slalom       | 5             |
| Marcel Hirscher | 14.12.2014 | Åre (SWE)         | Slalom       | 19.12.2014   | Gröden (ITA)      | Abfahrt      | 1             |
| Kjetil Jansrud  | 19.12.2014 | Gröden (ITA)      | Abfahrt      | 06.01.2015   | Zagreb (CRO)      | Slalom       | 5             |
| Marcel Hirscher | 06.01.2015 | Zagreb (CRO)      | Slalom       | Gesamtsieger | Gesamtsieger      | Gesamtsieger | 23            |

## Podestplatzierungen Damen

### Abfahrt
| Datum      | Ort                          | 1. Platz                                                                             | 2. Platz                                                                             | 3. Platz                                                                             | Rotes Trikot           |
| ---------- | ---------------------------- | ------------------------------------------------------------------------------------ | ------------------------------------------------------------------------------------ | ------------------------------------------------------------------------------------ | ---------------------- |
| 05.12.2014 | Lake Louise (CAN)            | Tina Maze                                                                            | Anna Fenninger                                                                       | Tina Weirather                                                                       | Tina Maze              |
| 06.12.2014 | Lake Louise (CAN)            | Lindsey Vonn                                                                         | Stacey Cook                                                                          | Julia Mancuso                                                                        | Tina Maze Lindsey Vonn |
| 20.12.2014 | Val-d’Isère (FRA)            | Lindsey Vonn                                                                         | Elisabeth Görgl Viktoria Rebensburg                                                  |                                                                                      | Lindsey Vonn           |
| 10.01.2015 | Bad Kleinkirchheim (AUT)     | Wegen starken Windes abgesagt. Ersatzrennen am 16. Januar 2015 in Cortina d’Ampezzo. | Wegen starken Windes abgesagt. Ersatzrennen am 16. Januar 2015 in Cortina d’Ampezzo. | Wegen starken Windes abgesagt. Ersatzrennen am 16. Januar 2015 in Cortina d’Ampezzo. | Lindsey Vonn           |
| 16.01.2015 | Cortina d’Ampezzo (ITA)      | Elena Fanchini                                                                       | Larisa Yurkiw                                                                        | Viktoria Rebensburg                                                                  | Lindsey Vonn           |
| 18.01.2015 | Cortina d’Ampezzo (ITA)      | Lindsey Vonn                                                                         | Elisabeth Görgl                                                                      | Daniela Merighetti                                                                   | Lindsey Vonn           |
| 24.01.2015 | St. Moritz (SUI)             | Lara Gut                                                                             | Anna Fenninger                                                                       | Edit Miklós                                                                          | Lindsey Vonn           |
| 07.03.2015 | Garmisch-Partenkirchen (GER) | Tina Weirather                                                                       | Anna Fenninger                                                                       | Tina Maze                                                                            | Lindsey Vonn           |
| 18.03.2015 | Méribel (FRA)                | Lindsey Vonn                                                                         | Elisabeth Görgl                                                                      | Nicole Hosp                                                                          | Lindsey Vonn           |

### Super-G
| Datum      | Ort                          | 1. Platz                                                                                             | 2. Platz                                                                                             | 3. Platz                                                                                             | Rotes Trikot   |
| ---------- | ---------------------------- | --- | --- | --- | -------------- |
| 07.12.2014 | Lake Louise (CAN)            | Lara Gut                                                                                             | Lindsey Vonn                                                                                         | Tina Maze                                                                                            | Lara Gut       |
| 21.12.2014 | Val-d’Isère (FRA)            | Elisabeth Görgl                                                                                      | Anna Fenninger                                                                                       | Tina Maze                                                                                            | Lara Gut       |
| 11.01.2015 | Bad Kleinkirchheim (AUT)     | Wegen starker Windböen nach elf Läuferinnen abgebrochen. Ersatzrennen am 27. Februar 2015 in Bansko. | Wegen starker Windböen nach elf Läuferinnen abgebrochen. Ersatzrennen am 27. Februar 2015 in Bansko. | Wegen starker Windböen nach elf Läuferinnen abgebrochen. Ersatzrennen am 27. Februar 2015 in Bansko. | Lara Gut       |
| 19.01.2015 | Cortina d’Ampezzo (ITA)      | Lindsey Vonn                                                                                         | Anna Fenninger                                                                                       | Tina Weirather                                                                                       | Anna Fenninger |
| 25.01.2015 | St. Moritz (SUI)             | Lindsey Vonn                                                                                         | Anna Fenninger                                                                                       | Nicole Hosp                                                                                          | Lindsey Vonn   |
| 27.02.2015 | Bansko (BUL)                 | Wegen dichten Nebels nach mehreren Verschiebungen abgesagt. Ersatzlos gestrichen.                    | Wegen dichten Nebels nach mehreren Verschiebungen abgesagt. Ersatzlos gestrichen.                    | Wegen dichten Nebels nach mehreren Verschiebungen abgesagt. Ersatzlos gestrichen.                    | Lindsey Vonn   |
| 28.02.2015 | Bansko (BUL)                 | Wegen dichten Nebels nach 13 Läuferinnen abgebrochen. Ersatzrennen am 2. März 2015 in Bansko.        | Wegen dichten Nebels nach 13 Läuferinnen abgebrochen. Ersatzrennen am 2. März 2015 in Bansko.        | Wegen dichten Nebels nach 13 Läuferinnen abgebrochen. Ersatzrennen am 2. März 2015 in Bansko.        | Lindsey Vonn   |
| 02.03.2015 | Bansko (BUL)                 | Anna Fenninger                                                                                       | Tina Maze                                                                                            | Lindsey Vonn                                                                                         | Anna Fenninger |
| 08.03.2015 | Garmisch-Partenkirchen (GER) | Lindsey Vonn                                                                                         | Tina Maze                                                                                            | Anna Fenninger                                                                                       | Lindsey Vonn   |
| 19.03.2015 | Méribel (FRA)                | Lindsey Vonn                                                                                         | Anna Fenninger                                                                                       | Tina Maze                                                                                            | Lindsey Vonn   |

### Riesenslalom
| Datum      | Ort              | 1. Platz                                                                   | 2. Platz                                                                   | 3. Platz                                                                   | Rotes Trikot                    |
| ---------- | ---------------- | -------------------------------------------------------------------------- | -------------------------------------------------------------------------- | -------------------------------------------------------------------------- | ------------------------------- |
| 25.10.2014 | Sölden (AUT)     | Mikaela Shiffrin Anna Fenninger                                            |                                                                            | Eva-Maria Brem                                                             | Anna Fenninger Mikaela Shiffrin |
| 29.11.2014 | Aspen (USA)      | Eva-Maria Brem                                                             | Kathrin Zettel                                                             | Federica Brignone                                                          | Eva-Maria Brem                  |
| 13.12.2014 | Courchevel (FRA) | Wegen Schneemangels abgesagt. Ersatzrennen am 12. Dezember 2014 in Åre.    | Wegen Schneemangels abgesagt. Ersatzrennen am 12. Dezember 2014 in Åre.    | Wegen Schneemangels abgesagt. Ersatzrennen am 12. Dezember 2014 in Åre.    | Eva-Maria Brem                  |
| 12.12.2014 | Åre (SWE)        | Tina Maze                                                                  | Sara Hector                                                                | Eva-Maria Brem                                                             | Eva-Maria Brem                  |
| 28.12.2014 | Semmering (AUT)  | Wegen Schneemangels abgesagt. Ersatzrennen am 28. Dezember 2014 in Kühtai. | Wegen Schneemangels abgesagt. Ersatzrennen am 28. Dezember 2014 in Kühtai. | Wegen Schneemangels abgesagt. Ersatzrennen am 28. Dezember 2014 in Kühtai. | Eva-Maria Brem                  |
| 28.12.2014 | Kühtai (AUT)     | Sara Hector                                                                | Anna Fenninger                                                             | Mikaela Shiffrin                                                           | Eva-Maria Brem                  |
| 21.02.2015 | Maribor (SLO)    | Anna Fenninger                                                             | Viktoria Rebensburg                                                        | Tina Weirather                                                             | Anna Fenninger                  |
| 13.03.2015 | Åre (SWE)        | Anna Fenninger                                                             | Nadia Fanchini                                                             | Eva-Maria Brem                                                             | Anna Fenninger                  |
| 22.03.2015 | Méribel (FRA)    | Anna Fenninger                                                             | Eva-Maria Brem                                                             | Tina Maze                                                                  | Anna Fenninger                  |

### Slalom
| Datum      | Ort              | Disziplin  | 1. Platz                                                                   | 2. Platz                                                                   | 3. Platz                                                                   | Rotes Trikot     |
| ---------- | ---------------- | ---------- | -------------------------------------------------------------------------- | -------------------------------------------------------------------------- | -------------------------------------------------------------------------- | ---------------- |
| 15.11.2014 | Levi (FIN)       | Slalom     | Tina Maze                                                                  | Frida Hansdotter                                                           | Kathrin Zettel                                                             | Tina Maze        |
| 30.11.2014 | Aspen (USA)      | Slalom     | Nicole Hosp                                                                | Frida Hansdotter                                                           | Kathrin Zettel                                                             | Frida Hansdotter |
| 14.12.2014 | Courchevel (FRA) | Slalom     | Wegen Schneemangels abgesagt. Ersatzrennen am 13. Dezember 2014 in Åre.    | Wegen Schneemangels abgesagt. Ersatzrennen am 13. Dezember 2014 in Åre.    | Wegen Schneemangels abgesagt. Ersatzrennen am 13. Dezember 2014 in Åre.    | Frida Hansdotter |
| 13.12.2014 | Åre (SWE)        | Slalom     | Maria Pietilä Holmner                                                      | Tina Maze                                                                  | Frida Hansdotter                                                           | Frida Hansdotter |
| 29.12.2014 | Semmering (AUT)  | Slalom     | Wegen Schneemangels abgesagt. Ersatzrennen am 29. Dezember 2014 in Kühtai. | Wegen Schneemangels abgesagt. Ersatzrennen am 29. Dezember 2014 in Kühtai. | Wegen Schneemangels abgesagt. Ersatzrennen am 29. Dezember 2014 in Kühtai. | Frida Hansdotter |
| 29.12.2014 | Kühtai (AUT)     | Slalom     | Mikaela Shiffrin                                                           | Šárka Strachová                                                            | Wendy Holdener                                                             | Frida Hansdotter |
| 01.01.2015 | München (GER)    | City Event | Wegen Schneemangels abgesagt.                                              | Wegen Schneemangels abgesagt.                                              | Wegen Schneemangels abgesagt.                                              | Frida Hansdotter |
| 04.01.2015 | Zagreb (CRO)     | Slalom     | Mikaela Shiffrin                                                           | Kathrin Zettel                                                             | Nina Løseth                                                                | Frida Hansdotter |
| 13.01.2015 | Flachau (AUT)    | Slalom     | Frida Hansdotter                                                           | Tina Maze                                                                  | Mikaela Shiffrin                                                           | Frida Hansdotter |
| 22.02.2015 | Maribor (SLO)    | Slalom     | Mikaela Shiffrin                                                           | Veronika Velez-Zuzulová                                                    | Šárka Strachová                                                            | Mikaela Shiffrin |
| 14.03.2015 | Åre (SWE)        | Slalom     | Mikaela Shiffrin                                                           | Veronika Velez-Zuzulová                                                    | Šárka Strachová                                                            | Mikaela Shiffrin |
| 21.03.2015 | Méribel (FRA)    | Slalom     | Mikaela Shiffrin                                                           | Frida Hansdotter                                                           | Veronika Velez-Zuzulová                                                    | Mikaela Shiffrin |

### Alpine Kombination
| Datum      | Ort          | 1. Platz       | 2. Platz  | 3. Platz       | Rotes Trikot   |
| ---------- | ------------ | -------------- | --------- | -------------- | -------------- |
| 01.03.2015 | Bansko (BUL) | Anna Fenninger | Tina Maze | Kathrin Zettel | Anna Fenninger |

### Gesamtweltcupführende
| Name                            | Von        | Ort               | Disziplin    | Bis            | Ort               | Disziplin      | Anzahl Rennen |
| ------------------------------- | ---------- | ----------------- | ------------ | -------------- | ----------------- | -------------- | ------------- |
| Anna Fenninger Mikaela Shiffrin | 25.10.2014 | Sölden (AUT)      | Riesenslalom | 15.11.2014     | Levi (FIN)        | Slalom         | 1             |
| Mikaela Shiffrin                | 15.11.2014 | Levi (FIN)        | Slalom       | 29.11.2014     | Aspen (USA)       | Riesenslalom   | 1             |
| Kathrin Zettel                  | 29.11.2014 | Aspen (USA)       | Riesenslalom | 05.12.2014     | Lake Louise (CAN) | Abfahrt        | 2             |
| Tina Maze                       | 05.12.2014 | Lake Louise (CAN) | Abfahrt      | 13.03.2015     | Åre (SWE)         | Riesenslalom   | 22            |
| Anna Fenninger                  | 13.03.2015 | Åre (SWE)         | Riesenslalom | 21.03.2015     | Méribel (FRA)     | Slalom         | 4             |
| Tina Maze                       | 21.03.2015 | Méribel (FRA)     | Slalom       | 22.03.2015     | Méribel (FRA)     | Riesenslalom   | 1             |
| Anna Fenninger                  | 22.03.2015 | Méribel (FRA)     | Riesenslalom | Gesamtsiegerin | Gesamtsiegerin    | Gesamtsiegerin | 1             |

## Mannschaftswettbewerb
| Datum      | Ort           | 1. Platz                                                               | 2. Platz                                                               | 3. Platz                                                                     |
| ---------- | ------------- | ---------------------------------------------------------------------- | ---------------------------------------------------------------------- | ---------------------------------------------------------------------------- |
| 20.03.2015 | Méribel (FRA) | SchweizCharlotte Chable Wendy Holdener Justin Murisier Reto Schmidiger | SchwedenMattias Hargin Sara Hector Anton Lahdenperä Anna Swenn-Larsson | ÖsterreichEva-Maria Brem Christoph Nösig Philipp Schörghofer Carmen Thalmann |

## Nationencup
| Rang | Land                   | Punkte |
| ---- | ---------------------- | ------ |
| 1    | Österreich             | 11617  |
| 2    | Italien                | 6145   |
| 3    | Schweiz                | 5362   |
| 4    | Vereinigte Staaten     | 5069   |
| 5    | Frankreich             | 5007   |
| 6    | Schweden               | 3877   |
| 7    | Norwegen               | 3180   |
| 8    | Deutschland            | 3035   |
| 9    | Slowenien              | 2070   |
| 10   | Kanada                 | 1535   |
| 11   | Tschechien             | 633    |
| 12   | Liechtenstein          | 603    |
| 13   | Russland               | 503    |
| 14   | Slowakei               | 432    |
| 15   | Kroatien               | 305    |
| 16   | Spanien                | 193    |
| 17   | Finnland               | 158    |
| 18   | Ungarn                 | 125    |
| 19   | Japan                  | 61     |
| 20   | Vereinigtes Königreich | 45     |
| 21   | Polen                  | 26     |
| 22   | Andorra                | 11     |
| 23   | Australien             | 6      |
| 24   | Serbien                | 4      |
| 25   | Monaco                 | 3      |

| Rang | Land                   | Punkte |
| ---- | ---------------------- | ------ |
| 1    | Österreich             | 5768   |
| 2    | Frankreich             | 3874   |
| 3    | Italien                | 3412   |
| 4    | Schweiz                | 3158   |
| 5    | Norwegen               | 2592   |
| 6    | Deutschland            | 2151   |
| 7    | Vereinigte Staaten     | 1910   |
| 8    | Schweden               | 1586   |
| 9    | Kanada                 | 755    |
| 10   | Russland               | 503    |
| 11   | Kroatien               | 305    |
| 12   | Tschechien             | 224    |
| 13   | Slowenien              | 188    |
| 14   | Finnland               | 158    |
| 15   | Slowakei               | 95     |
| 16   | Japan                  | 47     |
| 17   | Vereinigtes Königreich | 45     |
| 18   | Polen                  | 26     |

| Rang | Land               | Punkte |
| ---- | ------------------ | ------ |
| 1    | Österreich         | 5849   |
| 2    | Vereinigte Staaten | 3159   |
| 3    | Italien            | 2733   |
| 4    | Schweden           | 2291   |
| 5    | Schweiz            | 2204   |
| 6    | Slowenien          | 1882   |
| 7    | Frankreich         | 1133   |
| 8    | Deutschland        | 884    |
| 9    | Kanada             | 780    |
| 10   | Liechtenstein      | 603    |
| 11   | Norwegen           | 588    |
| 12   | Tschechien         | 409    |
| 13   | Slowakei           | 337    |
| 14   | Spanien            | 193    |
| 15   | Ungarn             | 125    |
| 16   | Japan              | 14     |
| 17   | Andorra            | 11     |
| 18   | Australien         | 6      |
| 19   | Serbien            | 4      |
| 20   | Monaco             | 3      |

## Saisonverlauf

### Erwähnenswertes
- Der Südtiroler Markus Waldner trat bei den Herren als neuer FIS-Renndirektor (als Nachfolger des Deutschen Günther Hujara) an.
- Nach dem frühzeitigen Saisonende im Januar 2014 kehrte Lindsey Vonn in Lake Louise in den Weltcup zurück, wobei ihr – nach Rang 8 in der ersten der beiden Abfahrten – schon in der zweiten ein Sieg gelang, was gleichzeitig ihr 60. Weltcupsieg (und der 15. Sieg auf ihrer Lieblingsstrecke) war – und sie nach relativ langer Pause (letzter Sieg am 26. Januar 2013 beim Riesenslalom in Maribor) auch wieder einen Schritt in Richtung neuer Siegrekord bei den Damen setzen konnte. Dies verwirklichte sie mit ihren Siegen in der zweiten Abfahrt und im Super-G in Cortina d’Ampezzo (18./19. Januar), womit sie Annemarie Moser-Prölls 62 Siege egalisierte und übertraf.
- Elisabeth Görgl wurde mit ihrem Super-G-Sieg am 21. Dezember 2014 mit 33 Jahren und 304 Tagen die älteste Siegerin in einem Weltcuprennen.
- Sowohl der Herren-Riesenslalom am 12. Dezember als auch der Damen-Riesenslalom am 13. März in Åre waren so genannte Nachtrennen; der erste Durchgang wurde jeweils um 16 Uhr MEZ gestartet. Hingegen wurde von den Slaloms in Zagreb nur jener der Herren am Abend gefahren.
- Weitere «Night-Events» waren wiederum der Damenslalom in Flachau und jener der Herren in Schladming.
- Die mit Start-Nr. 2 ins Rennen gegangene Edit Miklós lieferte mit Rang 3 bei der Abfahrt in St. Moritz (24. Januar) eine Sensation, denn noch nie hatte der ungarische Skiverband eine Läuferin oder einen Läufer in einem alpinen Weltcuprennen am Podium gehabt.
- Beim Riesenslalom in Garmisch-Partenkirchen distanzierte Marcel Hirscher den Zweitplatzierten Felix Neureuther um 3,28 s – das war der höchste Vorsprung in einem Herren-Riesenslalom seit den von Ingemar Stenmark aufgestellten Rekordmarken Ende der 1970er-Jahre.

### Verletzungen
- Aksel Lund Svindal hatte sich knapp vor Saisonbeginn bei einem mannschaftsinternen Fußballspiel einen Achillessehnenriss zugezogen. Der Norweger, der zwar bei den Weltmeisterschaften in den USA sowohl in der Abfahrt als auch im Super-G teilgenommen hatte, fuhr weder vor noch nach diesem Event kein einziges Weltcuprennen in der laufenden Saison.
- Der Schweizer Kombinations-Olympiasieger Sandro Viletta war trotz Rückenschmerzen auf Grund eines Trainingssturzes zu den Speedrennen in Gröden dort gestartet und bestritt noch bis 23. Januar in Kitzbühel das Rennprogramm, danach war er aber zum vorzeitigen Saisonende gezwungen.

### Programmänderungen
Herren:
- Bei den Speedrennen in Gröden kam es zu einem Tausch: Entgegen der gewohnten Handhabung musste zuerst die Abfahrt gefahren werden.
- Die traditionelle Abfahrt in Bormio entfiel; der Veranstalter zeigte kein Interesse mehr, diese durchzuführen. Santa Caterina übernahm.
- In Wengen wurde (nach der vorerst programmgemäßen Abwicklung der Super-Kombination am 16. Januar) am 17. Januar der Slalom und erst am 18. Januar die Abfahrt ausgetragen.

Damen:
- Die Tiroler Gemeinde Kühtai wurde (als Semmering-Ersatzort) erstmals mit der Austragung von Weltcuprennen betraut.
- In Cortina d’Ampezzo wurde (nach der Kleinkirchheim-Ersatzabfahrt) die eigentliche „Cortina-Abfahrt“ schon am 18. Januar und der Super-G erst am 19. Januar gefahren.

### Premierensiege
- Eva-Maria Brem kam beim Riesenslalom in Aspen (29. November) zu ihrem Premierensieg.
- Sara Hector gewann am 28. Dezember mit dem Riesenslalom in Kühtai ihr erstes Weltcuprennen.
- Am selben Tag holte auch Travis Ganong bei der Abfahrt in Santa Caterina seinen ersten Sieg.
- In einer äußerst knappen Entscheidung erreichte Stefano Gross am 11. Januar beim Slalom in Adelboden seinen ersten Sieg.
- Nachdem er bereits beim Slalom in Åre am 14. Dezember erstmals aufs Podium gekommen war, war es beim Nachtslalom in Schladming am 27. Januar nicht nur der erste Sieg für Alexander Choroschilow, sondern offiziell auch im Herrenbereich der erste für Russland, denn alle bisherigen Siege (bei den Herren bis März 1981) waren noch für die Sowjetunion erzielt worden.
- Am 19. März konnte Dustin Cook mit seinem ersten Weltcupsieg im Super-G in Méribel seine Silbermedaille von den Weltmeisterschaften bestätigen.

### Weltcupentscheidungen
Diese fielen hinsichtlich des Gesamtweltcups sowohl bei den Damen als auch Herren erst im Finale.
Herren:

Nicht unwesentlich waren die 50 Punkte, welche Marcel Hirscher bei einem seiner seltenen Super-G-Starts, diesmal am 19. März, für seinen vierten Platz erhielt (wobei ihm auch zugutekam, dass Kjetil Jansrud nicht siegte). Nachdem aber zwei Tage später es beim Riesenslalom erneut 50 Punkte für Hirscher gab, womit sein Vorsprung auf Jansrud 60 Punkte betrug, gab der Norweger auf, denn ihm war klar, dass er im Slalom diese nie aufholen konnte.
Damen:

Hier sah es bis Mitte Januar nach einem Erfolg für Tina Maze aus, die mit 310 Punkten Vorsprung vor Fenninger führte. Der Salzburgerin gelang eine fulminante Aufholjagd. In den letzten Rennen wechselte sich die Führung zwischen Maze und Fenninger ab, da die Slowenin in den von der Konkurrentin gemiedenen Slaloms gut punkten konnte. So auch im letzten Saisonslalom als Vierte; hier trat zwar auch Fenninger an, um nichts unversucht gelassen zu haben. Mit Rang 23 blieb sie weit außerhalb der Punkteränge, so dass der Punktestand vor dem finalen Riesenslalom 1471 gegenüber 1453 zugunsten von Maze lautete. Nach dem ersten Lauf führte Fenninger knapp mit 0,27 s vor Maze und ging dadurch als Letzte in den zweiten Durchgang und holte sich den Sieg und die „große Kugel“.

### Einzeldisziplinen
Auch hier mussten fast überall, abgesehen von den schon viel früher beendeten Kombinationen, die letzten Rennen für eine Klärung sorgen. Nur der Super-G und Riesenslalom bei den Herren waren definitiv entschieden gewesen. Allerdings sprach ansonsten fast überall alles für die in Führung liegenden Läufern/Läuferinnen. Schlussendlich gab es nur im Herrenslalom, bei dem Felix Neureuther mit 55 Punkten voran gelegen war, einen Führungswechsel. Da der Oberbayer nach dem ersten Lauf nur auf Rang 14 lag, aber auch Hauptkonkurrent Hirscher mit Rang 3 nur 60 Punkte erhalten hätte, entwickelte sich im zweiten Lauf ob der Positionswechsel eine enorme Dramatik. Beide Konkurrenten konnten noch zwei Plätze gut machen. Diese Entwicklung war jedoch für Hirscher viel vorteilhafter, denn er fuhr dadurch noch zum Sieg fuhr und entriss dem DSV-Läufer die Wertung.

### Karriereende
| Herren - Mario Matt - Benjamin Raich - Julien Cousineau - Filip Trejbal - Davide Simoncelli - Truls Johansen - Didier Défago - Silvan Zurbriggen - Christian Spescha - Ami Oreiller - Hans Olsson - Douglas Hedin - Calle Lindh | Damen - Alexandra Daum - Nicole Hosp - Andrea Fischbacher - Kathrin Zettel - Regina Sterz - Carolina Ruiz Castillo - Marion Rolland - Marion Bertrand - Marie Jay Marchand-Arvier - Susanne Riesch - Gina Stechert - Marianne Abderhalden - Dominique Gisin - Nadja Jnglin-Kamer - Jessica Lindell-Vikarby |